# MELTY BLOOD
『MELTY BLOOD』（メルティブラッド）は、2002年12月28日に開催されたコミックマーケットに出展された、同人サークル「TYPE-MOON」と「渡辺製作所」が共同制作した対戦型格闘ゲームおよびビジュアルノベル。通称『メルブラ』。

## 概要
同人ノベルゲーム『月姫』の世界観をモチーフにした格闘ゲーム。
対戦バランスの進化
初版リリース当初は相手を問わず必ず勝てる技の組み合わせである即死コンボが早々に発見された他、ワラキアが投げからいわゆる超必殺技の「ナイト オン ザ ブラッドライアー」が即死コンボになるという無敵に近い性能を有し、一方で翡翠の性能が非常に低いなど、対戦格闘ゲームとしてのバランスが非常に悪かったのだが、パッチファイルの追加を重ねることで段々と安定化し、2005年7月3日、最終調整版である『MELTY BLOOD Re・ACT FinalTuned』の配布によってバランスが安定した。
声優のキャスティング
現在活動中のプロの声優を起用している。『MELTY BLOOD Re・ACT』と『MELTY BLOOD Act Cadenza』（Windows、PS2版）では登場キャラクターの会話全てに声が当てられフルボイス。『MELTY BLOOD Act Cadenza』（アーケード版）では技のセリフのみに声が当てられている。『アーネンエルベの一日』『カーニバル・ファンタズム』に登場する月姫キャラクターはTVアニメ版の『真月譚』ではなく本作のキャスティングが起用されている。
後述の『TYPE LUMINA』からはリメイク版『月姫 -A piece of blue glass moon-』に準拠した世界観となったため、従来のキャスティングから変更されている。

### 歴代作品
MELTY BLOOD Re・ACT（リ アクト）
2004年5月30日に発表された追加ディスク『MELTY BLOOD Re・ACT』では、『MELTY BLOOD』の後日談的なストーリーがフルボイスで展開されるアーケードモードが追加、全ステージにて対戦前の会話デモが存在。
MELTY BLOOD Act Cadenza（アクト カデンツァ）
2005年3月25日にはエコールソフトウェアにより、『Re・ACT』に新キャラクターを加え、各種バランスを調整したアーケード移植版『MELTY BLOOD Act Cadenza』が稼動を開始した。リリース時期に他のアーケード格闘の新規稼動作品がなく、加えて稼動前よりPC版からの数多くの固定客がついていたことによって記録的ヒットを飛ばし、低迷気味であったビデオゲーム業界に追い風を巻き起こした。2005年8月には、セガ（後のセガ・インタラクティブ）公式の全国大会が開催されるほどの盛り上がりを見せた。また、対戦格闘ゲーム大会「闘劇'06」の競技種目の一つにも選ばれた。
2005年8月5日には不具合やキャラクターの性能を修正したVer.Aが、2006年12月にはPS2版に導入されていた家庭用オリジナルモードをベースにしたVer.Bが、2007年3月にはVer.B修正版（Ver.B2）が稼動を開始。このVer.B修正版も「闘劇'07」の競技種目に選ばれた。
PS2移植版Act Cadenza
2006年8月10日、エコールソフトウェアにより『MELTY BLOOD Act Cadenza』のPS2移植版が発売。ゲーム画面のオプションで、アーケード版のVer.Aを忠実に再現したモードと、PS2版用に再調整されたモードの2種類が選択できるようになっている。同人ソフトを源流としたゲームが家庭用ゲームに進出するという発表は『ひぐらしのなく頃に』に次ぎ、実際に発売開始した作品としては同年7月に発売された女性向けの『花帰葬』に次ぎ、史上2例目。
PS2版にはオマケボイスが収録されており、ネコアルクの声優の選択や、『月姫』・『歌月十夜』での名言を実際に空耳の台詞で言っているボイスなどがある。
Windows移植版Act Cadenza Ver.B
2007年7月27日、エコールソフトウェアにより『MELTY BLOOD Act Cadenza』のVer.B修正版のWindows移植版である『MELTY BLOOD Act Cadenza Ver.B』が発売。なお、オマケ要素的意味で、二人一組のチームで闘うタッグバトル、チームバトルの要素が追加された（この2つのモードでは翡翠&琥珀は使用不可。また、チームバトルは人間による4人対戦が可能。チーム名は選択したキャラクターにより自動的に決定される）。
MELTY BLOOD Actress Again（アクトレス アゲイン）
2007年10月に各ゲーム誌で発表された。新キャラクターの登場に加えて、「戦闘スタイル選択」や「ガードブレイク」など、ゲームシステムにおいても大幅な変更がなされている。2008年9月19日に稼動を開始した。
PS2移植版Actress Again
2009年8月20日、エコールソフトウェアより『MELTY BLOOD Actress Again』のPS2移植版が発売され、同時に初回限定版も発売された。システムでは前作と同じくアーケード版とPS2版モードが選択できるようになり、特定のCPU専用キャラクターが条件を満たすことで使用可能になった。また、ボスキャラクターと戦い続けるボスラッシュモードとBGMの視聴やシナリオの閲覧が可能になるスペシャルモードが実装された他、『空の境界』の主役である両儀式がプレイヤーキャラクターとして登場した。
MELTY BLOOD Actress Again Current Code（- カレント コード）
2010年7月29日、エコールソフトウェアよりPS2版の逆移植アーケード版として『MELTY BLOOD Actress Again Current Code』が稼働。従来の家庭用タイトルと同じく、デモのセリフにボイスが付いている。2011年5月18日には完全武装シエルが参戦するVer1.05が稼動された。2011年10月14日には真祖アルクェイドが参戦し、リーズバイフェと前バージョンまでストーリーのなかったネコ&メカヒスイ、琥珀&メカヒスイの追加シナリオが実装されているVer1.07が稼動された。
ALL.Net P-ras MULTI移植版Actress Again Current Code
2014年12月25日、セガのアーケード向けサービス「ALL.Net P-ras MULTI」に対応したActress Again Current Codeが稼働。オリジナル版と区別するためにタイトルは同サービスの略称が付けられ『MELTY BLOOD Actress Again Current Code APM』となっている（タイトルロゴには『APM』は付けられていない）。ゲームバランスなど基本的にはオリジナル版Ver1.07とほぼ同じ。
MELTY BLOOD: TYPE LUMINA
2021年9月30日発売。ビジュアルはHD環境に対応となり、戦闘システムも新たなものに再構築されている。また、リメイク版『月姫 -A piece of blue glass moon-』に準拠した世界観に変更されたため、従来の作品とのストーリー・設定面でのつながりはない。従来のメルブラが同人版『月姫』の後日談であったのに対し、本作はリメイク版『月姫』の本編が始まる10日ほど前にリメイク版『月姫』と同じ事件が起こっていたらというifの物語で、リメイク版『月姫』の外伝としての立ち位置となっている。キャラクター選出もリメイク版の商品展開に合わせられているため、タタリ編の主人公であったシオンをはじめ、多くのキャラクターの登場が見送られている。
戦闘システムは新規に再構築されており、従来のシリーズから踏襲されているものは少ない。だが、シールド、強制開放、空中コンボといった、シリーズを代表するシステムを軸に構築されているため、従来に近い感覚でプレイできるようになっている。
リメイク版『月姫』が前後編で発売されるため、前編をクリア後に物足りなくなったユーザーのために企画され、前編で語りきれなかったことを少しだけのぞかせようかなと奈須きのこは語っている。新規要素として、戦闘するキャラクターの組み合わせによって、戦闘時の攻撃ボイスが変化するといった要素が導入されている（アルクェイドと志貴が戦う場合、通常の「これで！とどめ!!」が「当然！断然！淑女だし!!」に変わるなど）。
eスポーツ展開を意識しており、5つの言語に対応した翻訳・字幕テキストが採用されている（ボイスは日本語のみを収録）。
アメリカ・ラスベガスにて開催される「Evolution Championship Series 2022」のメイントーナメント種目に決定した。
2024年6月には累計売上本数が50万本を突破したことが発表された。

## 歴史
2001年8月13日に開催されていた、コミックマーケット60で「渡辺製作所」が発行した同人誌に「ウソ広告」として掲載されたのが初出。タイトルロゴと、キャラクタードット絵があり、「※本件についてはTYPE-MOONさんには、なにも言っていません（笑）」との注釈がある（画像リンクを参照）。なお、2020年5月に「渡辺製作所」の主犯「なりた」氏によれば「武内御大の目に止まって、いつ作るんですかって連絡が来た」と発言している。
2001年10月8日に開催された『月姫』限定同人誌即売会「月姫祀〜秘初〜」にて、渡辺製作所が『月姫』のキャラクターを使用した格闘ゲームを製作すると発表。シナリオは奈須きのこ、キャラクターデザインは武内崇が担当するという、TYPE-MOONとの共同製作であることが明らかになった。
2002年12月29日、コミックマーケット63にて頒布。
2003年2月、渡辺製作所解散。フランスパンが出展・頒布は「渡辺製作所」名義でサポートおよびヴァージョンアップ作業を承継。2003年5月、TYPE-MOON解散。TYPE-MOONメンバーが設立したソフトハウスである有限会社ノーツがサークル名および『月姫』に関する諸権利を承継。
2003年12月28日、アップグレードディスク『MELTY BLOOD Re・ACT』の体験版をコミックマーケット65で頒布。2004年5月30日、TYPE-MOON作品限定同人誌即売会「月詠宴」にて『MELTY BLOOD Re・ACT』を頒布。2004年7月、エコールソフトウェアが『MELTY BLOOD Act Cadenza』の名称でアーケードゲームに移植、池袋GIGOにてロケテストを行った。2004年12月、エコールソフトウェアが『MELTY BLOOD Act Cadenza』の公式HPを開設、年内に2度目のロケテストを行った。
2005年3月25日、『MELTY BLOOD Act Cadenza』稼動開始。2005年7月3日、『MELTY BLOOD Re・ACT』に『MELTY BLOOD Act Cadenza』の操作性などを一部移植した最終修正版『FinalTuned』が配布。2005年8月5日、『MELTY BLOOD Act Cadenza』の不具合やキャラクターの性能を修正したVer.Aが配布。
2006年2月24日、同日発売の『ファミ通』にて『MELTY BLOOD Act Cadenza』のPS2への移植を発表。2006年8月10日、アーケード版Ver.Aから調整されたPS2版『MELTY BLOOD Act Cadenza』が発売。
2006年12月23日、エコールソフトウェアがアーケード版『MELTY BLOOD Act Cadenza Ver.B』をリリース。PS2版を基にしたバランス調整やプレイヤーキャラクターとして白レンの追加などが行われ、PS2からアーケードへの逆移植版ともいえる内容となっている。また、公式ページではレンと白レンのみが使える体験版をダウンロードできる。
2007年3月20日、2月下旬に行われたロケテストを基に、『MELTY BLOOD Act Cadenza Ver.B』をさらにバランス調整した『MELTY BLOOD Act Cadenza Ver.B修正版（Ver.B2）』が、同じくエコールソフトウェアからリリースされた。また、プレイヤーキャラクターとして新たにネコアルク･カオスが追加された。2007年7月27日、エコールソフトウェアより『MELTY BLOOD Act Cadenza Ver.B2』をWindowsに移植した『MELTY BLOOD Act Cadenza Ver.B』が発売された。同時にサウンドトラック（2枚組）が同梱された初回限定版も発売。
2007年10月、『MELTY BLOOD Actress Again』を発表。2008年9月19日、『MELTY BLOOD Actress Again』稼働開始。2008年12月26日、『MELTY BLOOD Actress Again』の調整版、Version.Aが稼働開始。2009年8月20日、エコールソフトウェアよりPS2移植版『MELTY BLOOD Actress Again』が限定版と同時に発売。
2010年7月29日、アーケード版『MELTY BLOOD Actress Again Current Code』稼働開始。前述のPS2版でなされたバランス調整、および新規キャラクターの追加が行われている。2011年5月20日にはVer1.05にアップデートされた。内容は、バランス調整、新規システム「リアクト属性」、および新キャラクター「完全武装シエル」の追加などである。2011年10月14日、新キャラクター「真祖アルクェイド」、および一部キャラクターへの新規シナリオを追加した、Ver1.07（最終版）が稼働開始。
2011年8月12日、『MELTY BLOOD Actress Again Current Code』のPC版が発表された。OVA『カーニバル・ファンタズム 3rd Season』（2011年12月31日発売）の初回限定版の特典であり、内容は上記のVer1.07を移植したもの。バージョンアップによりネット対戦にも対応可能となる（2014年11月10日にサービス終了）。
2014年12月25日、アーケード版『MELTY BLOOD Actress Again Current Code』のVer1.07がALL.Net P-ras MULTIに登場。
2015年4月1日、セガグループ再編に伴い、アーケード版の発売元をセガからセガ・インタラクティブへ変更。
2016年4月20日、PC版『MELTY BLOOD Actress Again Current Code』がSteamにてアークシステムワークスより販売開始。対応言語は日本語と英語。音声は日本語のみ。内容は上記のOVA特典版と同様にVer1.07を移植したもので、ネットワーク対戦にも対応している。
2021年9月30日、『MELTY BLOOD: TYPE LUMINA』が販売開始。

## システム
弱、中、強威力の攻撃に対応したA、B、Cと「シールド」に対応したDの4つのボタンと8方向認識のキーを用いてプレイする。また、アーケード版Ver.Bからは操作の簡略化のために「クイックアクション」のEボタンが追加された。ここでは文面上の都合で各ボタンの略称と入力キー方向をテンキーに例えた数字で表記することとする（例：「真下、右斜め下、右、中攻撃」ならば「236+B」となる）。

### マジックサーキット
他の対戦型格闘ゲームでいう「パワーゲージ」に相当するゲージ。上限は300.0%まであり、必殺技の強化版である「EXエッジ」や「超必殺技」に相当する「アークドライブ」に使用する他、「シールド（長押し）」や「強制開放」などに必要となる。他のゲームの「パワーゲージ」と違うところは、300.0%まで貯まり切ると「ゲージMAX」となり、ゲージが黄色くなって時間と共に減少していき、ゲージがなくなると200.0%のところから再び貯まっていくというサイクルを繰り返す点である。
「ゲージMAX」中はゲージのパーセンテージ表記の部分が、『Re・ACT』では“HEAT”、『Act Cadenza』では“MAX”の文字になり、「EXエッジ」など減少するゲージを一定量消費して使用できる他、「アークドライブ」をその時点にある全てのゲージを消費して使用することができる。通常の状態と違って、ゲージ消費行動を連続使用しても時間終了後に200.0%（「アークドライブ使用後」は100.0）残る点で、有利な状態である。

### 強制開放
地上に接地している状態でABCボタンを同時押しするか、キーを入れずにEボタンを押すことで発動する。その時点の条件によって移行する状態が異なる。発動した瞬間に相手を大きく壁際まで吹き飛ばす攻撃判定が発生するが、発動時の硬直も長めであるため、使用する機会を選ぶ必要性がある。
ゲージが通常の状態のときに、硬直状態でなければ「ヒート」状態に移行する。キャラクターが青いオーラを纏い、ゲージが青くなり、パーセンテージ表記が“HEAT”に変わる。この状態では「ゲージMAX」と同じ効果のほかに、画面上の黄色いライフゲージの隣にある赤い「ヴァイタルソース」の部分が行動可能時間中に黄色いライフゲージに変わっていく。ゲージがなくなると終了となり、「ゲージMAX」と違って、ゲージは0.0%からの貯め始めとなる。
「ゲージMAX」の状態で強制開放を行うと、「ブラッドヒート」状態となる。パーセンテージ表記が“BLOOD HEAT”となり、黄色いオーラを纏う。「ヒート」よりも遥かに早い「ヴァイタルソース」回復速度を持ち、「アークドライブ」がその強化版「アナザーアークドライブ」に変化したり、キャラクターごとの条件下で「EXシールド」を成功させると、隠し必殺技「ラストアーク」が発動する(作品によって火力は違う)、「EXエッジ」使用時の減少幅が小さい、といった点で優遇がされている。しかし、「ゲージMAX」状態中に安全に強制開放する機会は少ない他、終了後のゲージは0.0%になってしまう。
キャラクターが地上にいながら、ダメージまたはガードしていて行動ができないときに強制開放をすると、攻撃判定だけを発生させて相手を吹き飛ばす「サーキットスパーク」になる。発動後、ゲージは0.0%に戻る上に、「ヒート」や「ブラッドヒート」と異なってヴァイタルソース回復効果がなく、使いどころを誤ると大幅に不利になる。ただし、うまく相手に当てることができれば相手の攻めから抜け出せるため、使用価値は十分にある。『Actress Again』では空中でも「サーキットスパーク」が使用可能となっているが、常時使えるわけではなく「ゲージMAX」時限定となっている（初期のバージョンでは「ブラッドヒート」中も含む）。
「EXエッジ」がどれも優れた効果を持つこのゲームでは「マジックサーキット」を攻撃に使うか、「ヒート」による回復効果に回すかというゲージ配分の戦略が駆け引きの中に組み込まれている。

### ビートエッジ
“弱→中→強”の順番ならば、動作の終わり際の隙を無視（キャンセル）して攻撃が繋がるという、通常技による連続攻撃のシステム。「強→弱」といった逆の方向へもキャンセルが利くという特徴がある。これを「リバースビート」と言い、その際には威力減少補正が乗算式に加わるため、同じ弱と強の連携でも「リバースビート」させると威力が下がる性質を持つ。これによりコンボを容易に繰り出せる点で優遇しているが、リバースビートを多く含むコンボや、弱攻撃に繋ぐことによる隙の減少を冷遇する措置が取られている。

### シールド
Dボタンを押すとキャラクターが白い発光体を掲げる動作をとり、相手の攻撃を防ぐことができる。これを「シールド」という。ガードと違い削りダメージがなくなる他、シールドが成功した場合ゲージが5%増加し、必殺技もしくは連続でシールドなどの行動でキャンセルすることができる（ただし通常技ではキャンセルできず、普通にキャンセルしなかった場合は相手からの反撃が確定する確率が高い）。また、相手の攻撃が来るタイミングにあわせて発動すると「EXシールド」となる。キャンセルしない場合の硬直は同じだが、EXシールドの場合は通常技キャンセルも可能になるため、タイミングを合わせるのは難しいが、成功した場合ノーマルと比べて反撃に回るのが楽になる。スタイルによってはゲージを消費することでシールド展開時間を少しの間延長することができる。
相手の攻撃を受け止めなかった場合は隙が生じ、成功/失敗を問わずガードゲージの耐久力が減少するため、使用には注意が必要である。
他に、「214+D」のコマンドで発動できる「シールドバンカー」が存在し、発動直後の一瞬に「シールド」の効果があり、その後専用攻撃を行う。また、ガード中にゲージを50.0%消費して「214+D」のコマンドで発動できる「ガードキャンセルシールドバンカー」もあり、ほとんどの確率でガード中からバンカー専用攻撃での反撃が可能になる。ガードキャンセルシールドバンカーをさらにキャンセルすることも可能であったが、タイミングはシビアであり、また『Actress Again』では削除された。
上級者同士の戦いでは相手の攻撃を予測して「シールド」で防ぎ、反撃するシーンが多く見られる。
このほか、シールド成功時に「236+D」のコマンドで発動する固有技「シールドカウンター」も存在する。『Re・ACT』で追加されたシステムであったが、『Act Cadenza』では削除されており、『Re・ACT』においても『FinalTuned』への移行と同時に削除されている。最新作『Actress Again』では後述のフルムーンスタイル、およびハーフムーンスタイルで再び使用可能になっている（操作方法はスタイルにより異なる）。

### ガードブレイク
『Actress Again』から導入されたシステム。
攻撃のガードで体力ゲージ下の青いゲージ（ガードゲージ）が減少してゆき、ゲージがゼロになると発生、ガードしていた側のガードが強制的に解除され、長い隙を晒してしまう。「避け」や「シールド」を使用するとガードゲージの色が「青→黄→赤」と変化し、ゲージの減少幅が大きくなっていく。減少後、ガードしない時間に比例して回復してゆく。

### スタイル
『Actress Again』から導入されたシステム。プレイヤーは以下の3つのスタイルから一つを選択することとなる。スタイルごとに性能が異なり、各種打撃技の繋がりや従来とは異なる変更点が導入されている。
スタイルは画面上のキャラクターバストアップの下にあるマークで確認できる。
クレセントムーンスタイル
従来のシリーズの性能を踏襲したスタイル。マークは三日月。
必殺技の変更は少なく、「リバースビート」が有効、ダッシュ距離を初めとした機動力が高いなど、それまでのシリーズのノウハウを使って楽しめる仕様となっている。
しかし、新システム導入にあたり、各種通常技の接触範囲が狭くなっている。そのため、前バージョンでは安定して決まっていたコンボが不確定になったり、ガードゲージ減少量が少ないため「ガードブレイク」が他のスタイルよりも狙いにくいなど、ある程度のデメリットも備えているが、基本的にはニュートラルな中級者向けスタイルである。
フルムーンスタイル
ラッシュ力よりも立ち回りの幅の広さに重きを置いたスタイル。マークは満月。
最大の魅力は、プレイヤーの任意で「マジックサーキットゲージ」を溜められ、能動的に「BLOOD HEAT」を狙いにいけたり、「強制開放」後の攻勢維持もしやすいといった、他のスタイルにはない堅実味で、微調整程度にとどまった前シリーズよりもより大胆な変更がされている。
反面、「リバースビート」が削除されているのが大きなマイナス点と言える。各種攻撃技の改定によってコンボの面は改善されているものの、“抜けづらいラッシュをガードさせて、そこから緩急をつけてラッシュから逃げようとする相手を捕らえる”という攻めを成立させづらくなっている点が大きなデメリット。マジックサーキットMAX時しか強制解放できないが、回復が一瞬で済むため他のスタイルに劣ることはない。普通に解放すると「BLOOD HEAT」状態、攻撃中に解放すると「HEAT」状態になる。トータルで戦い方をマネージする必要がある上級者向けスタイルである。
ハーフムーンスタイル
さまざまな操作が簡略化されたスタイル。マークは半月。
クレセント、フルムーンの両性質を併せ持ち、リバースビートが可能、なおかつ独自の技も存在するなど、単なる中間に収まらない独自性を有する。
また、「ゲージMAX」になると特定動作抜きで自動的に「HEAT」となり、全自動で「ヴァイタルソース」部分の体力が「BLOOD HEAT」以上の速さで回復する。Version.Aでは回復速度が大幅に低下した。「HEAT」時に攻撃を受けると自動で「サーキットスパーク」が発動するという部分が大きな簡略部分となる。
システムの特性上、ゲージが溜まった状態でダメージを受けると「サーキットスパーク」が発動するため「サーキットスパーク」後の隙を狙われやすく、任意で「強制開放」できないため体力回復の機会を逃しやすく、ここぞというときに体力の回復ができないなどの大きなデメリットを内包しているため、スタイル特性の利点だけを活かして戦うわけには行かないというのが難点といえる。その代わり、強制開放のタイミングを伺う必要がないなど、基本的には初心者からでも扱いやすいスタイルである。なお「アナザーアークドライブ」と「ラストアーク」は発動できない。シールドは持続不能であるが、シールド成功時は自動的に反撃が発動するため、シールドからの切り返しが簡単にできる。
イクリプススタイル
ボス専用スタイルでマークはなし（月が見えない）。
システムはクレセントムーンスタイルに近く、「マジックサーキットゲージ」が自動で増える。
PS2版『Actress Again』のボスラッシュモードに登場する敵は一部を除いて全てこのスタイルとなっており、過去の作品でボスとして登場したときのものに準拠した性能となる。プレイヤーが使用できるのは逆にイクリプススタイルしか持たないアルクェイド（姫）のみ。
元々はプレイヤーが使用可能なスタイルのひとつとして考案されたものの、開発段階で没になったということがボスラッシュモードのストーリーで明かされている。
Ver1.07では、リーズバイフェの追加シナリオで1戦のみこのスタイルで戦えるステージがある。上記の要素に加えて、移動速度が上昇し、スーパーアーマー（相手の攻撃を受けてものけぞらない）状態になるなど、性能が大幅に強化される。

## ストーリー
MELTY BLOOD本編
『月姫』本編から1年近くが過ぎた8月初頭の夏。三咲町では、異様な熱気と共に不穏な雰囲気が蔓延していた。人々の間で噂される「一年前の殺人鬼の再来」。その真偽を確かめるべく、夜の街を徘徊する遠野志貴。そこに、シオンと名乗る異国の少女が現れるところから、物語は幕を開ける。
戦闘の結果次第でノベルパートの内容が分岐していくシステムが取られており、結末は複数存在する。
MELTY BLOOD Re・ACT（アーケードモード）
季節は同じく夏。「黒い猫、白い猫、そしてどちらでもない猫」の噂が流れる街で、主人公（延べ18組から選択）は出会いと対決を重ね、夢を操る存在とその黒幕へと辿り着く。
『歌月十夜』とも『MELTY BLOOD』本編とも違う、番外編もしくは『MELTY BLOOD』本編の後日談なショートストーリーが展開される。
MELTY BLOOD Act Cadenza
本編との直接的なストーリーの関係はなく、関係があったとしても並行的なものである“『月姫』の登場人物たちそれぞれを主役にした物語”。主人公（延べ22組から選択）それぞれの、『月姫』に至るプレストーリーや外伝的な話などが語られる。
MELTY BLOOD Actress Again
三咲町を襲った“タタリ”の事件が解決してから1年後の夏。再び現われた“タタリ”により異常な熱気とノイズに溢れた夜の街の中、人々は消え、いるはずのない人が現われ、あるはずの記憶がなくなっていく。異変を察知し解決を図る者、虚構でありながら思いのままに動く者、異変の中を暗躍する者、それぞれが対決を重ねそれぞれの終着へ辿りつく。
「シオン編」の完結編であり、『MELTY BLOOD1.5』とも称され、これまでの『MELTY BLOOD』シリーズの正当な続編に当たり、本編や『Re・ACT』、『Act Cadenza』の後日談的なストーリーがキャラクターそれぞれで展開される。

## 主題歌
オープニングテーマ
「Melty blood」
作詞 - 保堂京 / 作曲・編曲・歌 - 来兎
無印のオープニングテーマ。
「Blood Drain」
歌 - 笑歌
『Actress Again』のオープニングテーマ。
「Stack Black」
作詞・作曲・編曲 - 毛蟹（LIVE LAB.） / 歌 - 宮本ひより / コーラス - 来兎
『TYPE LUMINA』のオープニングテーマ。

エンディングテーマ
「memories of once｣
歌 - 木ノ下ゆり
無印から『Act Cadenza』までのエンディングテーマ。
「終わりない夢廻｣
歌 - 綾菓
無印のエンディングテーマの一つ。
「Everlasting Destiny」
歌 - 笑歌
『Actress Again』のエンディングテーマの一つ。
「静寂のフォルティッシモ」
歌 - 笑歌
『Actress Again』のエンディングテーマの一つ。
「wandering in torture｣
歌 - 美弥乃静
『Actress Again』のエンディングテーマの一つ。
「蒼涙の月」
作詞 - RyoRca / 作曲・編曲 - 来兎 / 歌 - 長尾玲奈
『TYPE LUMINA』のエンディングテーマの一つ。
「Bloodlust Lullaby」
作詞 - RyoRca / 作曲・編曲・歌 - 来兎
『TYPE LUMINA』のエンディングテーマの一つ。

## 登場人物
基本的な設定に付いては「『月姫』の登場人物」・「『歌月十夜』の登場人物」も参照のこと。
担当声優は無印から『AA』 / 『TYPE LUMINA』の順に表記。

### 『月姫』本編から登場するキャラクター
遠野志貴（とおの しき / Shiki Tohno）
声 - 野島健児 / 金本涼輔
主武装：ナイフ、直死の魔眼
登場：MB / RA / AC / AA / TL
原作の主人公であり、本シリーズにおいても主役格を務める。“モノの死”を視る異能「直死の魔眼」を持つ高校生。
原作当時よりは精神的にも肉体的にもかなり戦闘慣れしている模様。朴念仁なところも健在であり、『Actress Again』ではアルクェイドを選んだ際に8戦目の相手として登場することがあり（別パターンではロアが登場する）、アルクェイドが無茶をするのを防ぐために先回りしてオシリスの砂を倒そうとするが、その際にシエル、秋葉、レン、シオン、リーズバイフェと多くのヒロイン達の手を借りて戦おうとした上に、アルクェイドを「ドランクヴァンプ」と称したために彼女を怒らせている。
無印では記憶にないはずの七夜の体術を駆使して戦っていたが、『Re・Act』以降は設定に準拠してほとんどの技を忘れ、七夜志貴との区別化が図られた。ダッシュ性能が高く、有用な技による制空能力が高いなど、主役らしく扱いやすいキャラクター。コンボも複雑な操作をそれほど必要としないため、ある程度対戦型格闘ゲームに親しんだプレイヤーならばすぐに扱いこなせるようになるのも特徴のひとつ。
『Actress Again』では、七夜の体術のいくつかが復活した。
アルクェイド・ブリュンスタッド（Arcueid Brunestud）
声 - 柚木涼香 / 長谷川育美
主武装：真祖としての身体能力
登場：MB / RA / AC / AA / TL
原作のメインヒロイン。「真祖」に区分される吸血鬼。
ストーリーモードではルートによっては序盤の公園から登場するが、遭遇してすぐに志貴やシオンと戦闘に入ってしまうなど出番は少なめ。『Act Cadenza』では志貴に殺される前の前日談が語られる。
対空、突進技など、格闘ゲームにおける一般的な主人公キャラクターに近い必殺技と、有用な通常技による接近戦の強さが持ち味。相手に向かってダッシュを続けることで、相手の後ろに回ることができる。なお、志貴と七夜に対してのみ、ラストアークが別の技になる。
シエル（Ciel）
声 - 佐久間紅美 / 本渡楓
主武装：黒鍵、体術
登場：MB / RA / AC / AA / TL
異端狩りの組織「聖堂教会」の一部門「埋葬機関」所属の代行者。
開発当初無印のストーリーは彼女に重点を置かれて描かれるはずだったのだが、お蔵入りになった経緯を持つ。
本作では珍しい画面端まで届く飛び道具を実装しており、強力な起き攻めを持ち機動力も十分に高い遠近両用の万能キャラクター。決定打が少ないことから器用貧乏とも言える欠点を有する。原作で使用した黒鍵や第七聖典などの武装のほか、サマーソルトキックやボクシング（無印では特定条件で特殊カットインも存在）などの体術も活用してダイナミックに戦う。
遠野秋葉（とおの あきは / Akiha Tohno）
声 - 北都南（無印）→ひと美（『Re・ACT』以降）
主武装：檻髪、混血としての身体能力
登場：MB / RA / AC / AA
志貴の妹にして遠野家当主。鬼を祖先に持つ「混血」。
相手の熱を奪う「略奪」の能力を駆使して戦うキャラクターで、「檻髪」の設定に準じ、各攻撃には赤色の髪が流れるような視覚効果が現れる。機動力は低いが飛び道具や、設置技などでフィールドをコントロールできる。それに加えてヤクザキック（元ネタは『月姫通信』Vol.3で暴走した琥珀に放った踵落とし）、足払いなどのリーチの長い足技も豊富で、中距離からの牽制技に富んだキャラクター。
『Actress Again』の初期バージョンでは、ハーフムーンスタイルのジャンプ強攻撃からの崩しが強力であったことから「H秋葉」の異名で猛威を振るっていたが、『Ver.A』で調整を受けた。これを受け、PS2版『Actress Again』のボスラッシュモードでは当時の性能を再現したH秋葉がCPU専用のボスとして登場する。
翡翠&琥珀（Hisui & Kohaku）
声 - 松来未祐 & 高野直子 / 市ノ瀬加那 & 桑原由気
主武装：使用人道具各種
登場：MB / RA / AC / AA / TL
遠野家の使用人。翡翠と琥珀は当初琥珀のみが単独でエントリー、翡翠は琥珀とセットのみでの登場であった。
タタリの影響により身体能力が強化されており、他のキャラクター達と戦闘可能という設定となっている。
タッグバージョンではコマンド技で姉妹を入れ替えることが可能で、操作しないキャラクターも一部コマンド技で支援してくれる。状況、相手の戦法に応じて姉妹を入れ替え、奇襲の際は控えのキャラクターを動かす支援技を狙うなど、作中指折りのテクニカルキャラクター。
翡翠（ひすい / Hisui）
声 - 松来未祐 / 市ノ瀬加那
主武装：はたき、掃除用具、洗脳
登場：MB / RA / AC / AA / TL
バージョンアップで追加された翡翠単独版。遠野家に仕える、志貴の身の回りの世話を担当しているメイド。
タタリの影響で戦闘慣れしたその他の面々と互角に戦えるようになった。様々な家具や生活用品、『歌月十夜』での怪しい拳法が昇華された「暗黒翡翠拳」や、数々の誤字から生まれた「洗脳探偵」ネタに基づく「偽固有結界」なども使う。
機動性は低いが、設置系の技や各種家具を使用する攻撃範囲の広い技を持つ。コンボダメージが高く、細い体格の見た目とは裏腹にパワーキャラとしての側面もある。技の名前はかなりすっとぼけている。
琥珀（こはく / Kohaku）
声 - 高野直子 / 桑原由気
主武装：ほうき、ガーデニング、マジカル薬学（自称）
登場：MB / RA / AC / AA / TL
琥珀単独版。遠野家に仕える、秋葉付きの使用人。和服と割烹着を愛用している。
色々なしがらみから解放されたおかげで大変面白おかしい性格になっており、一番はっちゃけたキャラと原作者にまで言われてしまった。精神的にもかなり強くなっているようである。
日常では遠野家の裏庭「サイコガーデン」で怪しい植物を育て、屋敷の地下「遠野家地下帝国」ではマキキューXなどの怪しい薬品やメカヒスイなどの怪しい発明品の開発に余念がなく、戦闘でも刀が仕込まれた竹箒、チャイナ服に変身しての中国拳法、フードの魔法少女に変身して箒にのって空を飛ぶ、明らかに危険なマークの球体を取り出すなど、タタリの影響もあるとはいえ何でもありな活躍を見せる。『Re・ACT』ではお化け（ネコアルク）が嫌いなことが明らかにされる他、ネコアルクの突っ込みから、「腹黒割烹着」などと呼ばれてしまう。『Actress Again』では自身のストーリーの冒頭で洒落で作った大崩壊予報装置が反応したことにより、それを共同開発したシオンに関する記憶が改竄されていることに気付くという離れ業をやってのけた。また、紅摩がタタリによって作られた幻であることを看破している他、メカヒスイルートではヘルメスを奪取してしまうなど、暴走に拍車がかかっている。漫画版の第2部では、タタリの残滓に取り付かれたことで大暴走し、遠野家乗っ取り計画を発動させるが、メカヒスイを大量に生産して遠野家を破産させてしまう。
箒による攻撃のリーチの長さが最大の武器。各種怪しい物品と連携してのラッシュも高い制圧力を持つ。
ネロ・カオス（Nrvnqsr Chaos）
声 - 中田譲治
主武装：混沌、獣の因子
登場：MB / RA / AC / AA
「死徒二十七祖」の第十位にあたる吸血鬼。体内に内封する666の獣の因子と同数の命を使い魔のように操る。当初はCPU専用キャラクターであったが、翡翠（単体）と同じくバージョンアップによってプレイヤーキャラクターとして使用可能となった。
無印や『Re・ACT』では既に倒された存在となっており、ワラキアの夜や白レンが具現化させたタタリや悪夢として登場するが、『Act Cadenza』では原作で倒される以前の本人として登場する場合もある。彷徨海の鬼子としてワラキアの夜に名を知られており、同じ研究者気質の人間だったとあって「語り明かしたくもなるのが人情」と語られる他、珍妙生物ネコアルクに興味を持ち捕獲しようとするなど、新たな一面が明かされた。『Actress Again』ではワラキアの夜の前の代の第十三位の祖と盟約を交わしたことが明らかになったが、「その場に互いに呼び出されていただけ（なので、自分とワラキアが戦うことに何の問題もない）」とのこと。
本作における大型キャラクターの一人であり、体内に存在する666匹の獣による広大な通常攻撃範囲、リーチが特徴。飛び道具なども豊富。『Actress Again』のスタイルシステムにより、飛び出す獣の種類とその性質が大きく増えた。
弓塚さつき（ゆみづか さつき / Satsuki Yumiduka）
声 - 南央美
主武装：死徒としての身体能力
登場：RA / AC / AA
『Re・ACT』で追加。かつて三咲町で起きた連続殺人事件に巻き込まれ死徒になってしまった少女。
原作ではどの展開でも死んでしまい、無印でも死んだものとして扱われているキャラクターだが、『Re・ACT』以降からは「死徒になってしまったさつきが人を殺すことなく生きていたら」という無印とは直接繋がらない「if」の設定・展開で登場する。なお、志貴からはさつきが生きていることに気が付いていない様子を見せられている（勝利時に「弓塚さんに似ていた」と発言する）。
シオンやレンと「路地裏同盟」を結んで友情を誓い合っており、たまに白レンも加わっている（『Actress Again』ではさらにリーズバイフェも加入する）。体を維持するための血液は一週間に200ccほどの採取で大丈夫とのことだが、食料事情は思わしくないようであり、『Ver.B』ではネコアルクから白レンにお中元で送られた賞味期限の切れたネコ缶を食べて苦しんでいる。不幸をネタにされたり、弱気な言動を度々取ったりしているが、たまに勝利メッセージで吸血鬼然した発言をする。自称「正義の吸血鬼」。『Actress Again』では彼女はオシリスによる記憶改竄を受けていなかった（シオンに関する記憶は全て残っていた）。
TYPE-MOONの公式設定では『MELTY BLOOD（無印ストーリーモード）』は「さつきノーマルエンド」後とのことだが、さつきシナリオ自体が未公表である。また、奈須きのこは『Re・ACT』でのさつきの状況は未公表のさつきシナリオとは正反対であると発言している。なお、『月箱』においてさつきシナリオで使われる予定であると説明された廃工場は本作にも登場し、無印では志貴とさつきが「ある別れ」を経験した場所、『Re・ACT』以降ではさつきの住処として使われている。『Ver.B』以降では廃工場がネコカオスたちに乗っ取られたステージが加わり、背景のギミックとしてさつきも登場している。
『月姫』本編の裏シナリオに登場した際の再現か、中程度のサイズであるが、投げ技が重視されている。各種打撃・投げを駆使するパワーキャラクターであり、それらによる見切りづらい択一攻撃が持ち味というキャラクター。異常に範囲が広い対空投げとそれを用いた独特の連続技を持つ。志貴と七夜に対してはアナザーアークドライブ「怒ったんだからっ……！」の性能が変化するという特徴がある。
蒼崎青子（あおざき あおこ / Aoko Aozaki）
声 - 三石琴乃 / 戸松遥
主武装：格闘技、高速詠唱による攻性魔術、魔法・青
登場：RA / AC / AA / TL
『Re・ACT』で追加。『Re・ACT』ではアーケードモードのみのCPU専用キャラクター（最終ボス）。『Act Cadenza』ではプレイヤーキャラクターとして最初から使用可能。『TYPE LUMINA』では追加ダウンロードコンテンツとして使用可能。
幼い志貴の人格形成に大きな影響を及ぼした「先生」。五人の魔法使い（うち一人は既に死亡）の一人。
『月姫』本編と異なり、傍迷惑な暴れん坊の側面を惜しげもなく見せる。『Re・ACT』ではその大胆な性格に志貴は驚くが、PS2版『Actress Again』では両義式に「意外とフツー」と言われている。『Act Cadenza』では何らかの依頼により、（幻ではない）本物の紅摩と接触しているが、『Actress Again』のエンディングによると秋葉からの依頼であった模様。『Actress Again』では魔法使いということでオシリスによる記憶改竄を受け付けなかった。
『Re・ACT』登場当時は、人間ミサイルランチャーの異名そのままに各種攻撃魔術を絶えず乱射してくる、桁外れの強さを誇るボスであったが、『Act Cadenza』で使用キャラクターになる際に射撃技の弱体化が図られ、各種格闘技が追加された。PS2版『Actress Again』のボスラッシュモードでは、人間ミサイルランチャーが復活した上に驚異的なヒット数を誇る空中コンボまで使用するなど、『Re・ACT』よりも大幅にパワーアップしている。
通常技の性能は低いが、設置式の飛び道具で空間を支配しつつ、それを盾にして相手の動きを攻守において制限するのを得意とするキャラクター。3段ジャンプが可能。
ミハイル・ロア・バルダムヨォン（Michael Roa Valdamjong）
声 - 成田剣 / 阿座上洋平
主武装：数秘紋による雷霆、転生によって得た経験
登場：AA / TL
『Actress Again』で追加。通称「ロア」。かつて三咲町に巣食った吸血鬼。死徒二十七祖の番外位に当たる。
転生の魔術を確立し、才能ある赤子に魂を受け継がせることで死と転生を繰り返してきた。『Actress Again』の時間軸では既に魂ごと滅びているが、再演されたタタリにより、人ではなく土地の記憶から再現され三咲町に現われる。
原作『月姫』ではシナリオによって姿や性格が異なり、今作では表シナリオにおける姿で現われる。転生したロアの性格は、転生体の本来の性格に大きく左右されるため、今代のロアである「遠野四季」に転生したロアは、ネロ・カオスを「ダンナ」と呼ぶなど、本来のロアより青臭くて乱暴な面を持つが、雷の魔術を体術に組み込んだ戦いや、勝利時のポーズに神父のような服装になるなど、部分的に『月姫』のときよりもオリジナルのロアに近い面を見せることもあるなど、思考がより混在した状態となっている。
また、『歌月十夜』以来の色物としての側面も描かれている。様々なキャラクターのデモで登場しても扱いが悪く、とりわけ「新参キャラクター」であることを徹底的にネタにされている。不幸ネタでいじられるさつきやイロモノキャラ扱いを受けている白レンにすらネタにされ、さつきには親吸血鬼と気付いてもらえない始末である。さつきルートでは路地裏同盟に後輩として勧誘され、白レンにも「路地裏同盟なら一番の下っ端」といわれている。白レンルートでは、白レンの「路地裏同盟」という言葉を聞いて「本気でかからないといけない」と脅威に感じている。
『月姫』の人気投票にて魔術の能力を倍化させる固有結界「オーバーロード（過負荷）」の術者であると解説されており、ラストアーク「空洞航路・十七転生」では「オーバーロード・ゲマトリア」と叫ぶなど、自身の使う数秘法（ゲマトリア）を固有結界で強化して使用しているらしき描写がある。
任意発動の設置式の罠や移動攻撃によるテクニカルな必殺技と、それをバックアップするベーシックな通常技を武器にするキャラクター。

### 『歌月十夜』から登場するキャラクター
いずれも『歌月十夜』で活躍したキャラクターだが、同作は「『MELTY BLOOD』の事件が起きなかった場合の夏」であるため、時系列や設定的には『歌月十夜』でのキャラクターとは繋がっていない。ただし『歌月十夜』の内容に触れている部分もあるため、必ずしも無関係とは言い難い。
七夜志貴（ななや しき / Shiki Nanaya）
声 - 野島健児
主武装：七夜の短刀、暗殺術
登場：MB / RA / AC / AA
志貴の旧姓「七夜」の名を冠すもう一人の志貴。厳密には『歌月十夜』での七夜志貴とは別物。
無印ストーリーモード時では遠野志貴が反転した自分自身「七夜志貴」に対する恐れや不安を、ワラキアの夜がタタリとして映し出した存在として登場しており、「直死の魔眼」を使えると思わしき発言もしている。『Re・ACT』では白レンが、『Act Cadenza』ではワラキアの夜が、遠野志貴の普段使われていない死んだ部分、殺人鬼としての人格を悪夢やタタリとして具現化させた存在として登場している。
言動はシニカルで、強い殺人嗜好の持ち主。基本的に目に付くものはたとえ自分を創り出した創造主であろうと全て殺すことをポリシーとする殺人鬼ではあるが、原作でのネロ・カオスとの戦いに未練があり、その決着にこだわる、七夜一族の誇りのために紅摩との戦いを望むなどの一面もある。また、『Actress Again』では白レンの影響か、それ以前の作品に比べて丸くなっており、紅摩から「人間らしくなった」とまで言われている。『Re・Act』と『Act Cadenza』ではエンディングの結末に大きな差異があるキャラクターだが、『Ver.B』では白レンのエンディングでさらに別の結末を迎える。『Actress Again』は白レンのエンディング後という設定（白レンのマスターとして登場）だが、こちらでも七夜のエンディングと白レンのエンディングで結末が大きく異なる。
第一作では遠野志貴とほぼ同性能のキャラクターであったが、七夜の各種体術をそのまま受け継いでおり、結果として無印の遠野志貴の技はほとんどこちらに受け継がれているが、瞬間移動技などの追加、変更点も少なくない。『Re・ACT』以降は設定同様、技性能も大きく変わった。奇襲性の高い攻撃が多く、相手の行動を抑止し、攻め込むタイプのキャラクターにデザインされている。『Ver.B』では、それまで強力だったバックダッシュが弱体化している（このことが『アーネンエルベの一日』でネタにされている）。
レン（Len）
声 - 水橋かおり
主武装：夢への干渉、魔術
登場：RA / AC / AA
『Re・ACT』で追加。アルクェイドの使い魔。人間の夢を操り思うとおりの夢を見せる能力を持つ夢魔。
原作では最終的に志貴をマスターにしているが、非常に無口であるため、『Re・ACT』のある場面を除いてほとんど喋ることはない（代わりに鈴の音が鳴る）。小型キャラクターで、しゃがむと猫の姿になってさらに小型化し、その状態で移動できるなどの要素がある。
『Re・ACT』以前はそれほど優秀なキャラクターではなかったが、空中戦に圧倒的に強く、猫を配置して地上を制圧し、火力が高いコンボを叩き込むという戦法が確立されて、トーナメントシーンによく顔を出すようになった。広い攻撃範囲による起き攻めも強力な武器。
軋間紅摩（きしま こうま / Kouma Kishima）
声 - 小杉十郎太 / 濱野大輝
主武装：圧壊の腕、炎獄
登場：AC / AA / TL
『Act Cadenza』で追加。遠野家の分家である軋間家の当主を務める「混血」。
かつて遠野秋葉の父・槙久の企みにより七夜家を滅ぼす際に駆り出され、志貴の実父・黄理を殺害した過去を持つ。鬼としての血が濃く、先祖返りである“紅赤朱”と呼ばれる人外に近い存在。
タタリによって「人々の恐れる鬼」として三崎町に具現化するが、オリジナルの力が強かったためタタリにもかかわらず軋間紅摩と変わらない自我を持ち、己の存在が幻であることを薄々実感していながらも、幻が消えるまでただ戦い続ける。
『歌月十夜』ではかつて彼を見たことのある志貴の「死のイメージ」が彼の姿で現われたため悪鬼のように暴れ狂うが、『MELTY BLOOD』ではあくまでも本物の彼の虚像が現れたため、戦闘外では物静かな仙人のような物腰を崩さず、「志貴の死のイメージの具現」である『歌月十夜』の紅摩は使われなかった「灼熱」の能力も用いる。青子のストーリーモードでは、森に篭って悟りを開こうと修行に励んでいる本人が登場する。
攻撃力・機動性が高く、動作は大振りだが投げ、打撃のどちらも有用な技を有しているため、強烈な起き攻めも持つ攻撃偏重のキャラクター。

### 『月姫 -A piece of blue glass moon-』から登場するキャラクター
『月姫』のリメイク作品である『月姫 -A piece of blue glass moon-』から登場するキャラクター。全て『TYPE LUMINA』で初登場のため、担当声優は『TYPE LUMINA』でのもの。
ノエル（Noel）
声 - 茅野愛衣
登場：TL
志貴の高校に赴任してきた新米教師であり、聖堂教会の代行者。
斧槍を使った中距離戦を得意とするキャラクター。シエルの弟子であり、シエルから教わった体術・黒鍵などを扱う。
ヴローヴ・アルハンゲリ（Vlov Arkhangel）
声 - 津田健次郎
登場：TL
死徒二十七祖の第十九位。北の絶海凍土からやってきた死徒。
熱に飢えており、吸血によって熱を得ている。蓄えた血を放出することで熱・炎を操る能力を持つ。血を全て放出し、重傷を負うことで本来の能力である凍結の呪いが発現する。
広いリーチとパワーを備える遠距離戦に優れたキャラクター。通常時は炎モードだが、残り1ラウンドを対戦相手が勝利し、後がなくなることで氷モードに変化する。
マーリオゥ・ジャッロ・ベスティーノ（Mario Gallo Bestino）
声 - 佐倉綾音
登場：TL
聖堂教会の司祭代行。カジュアルな服装の十代前半の美少年。糸を使って他人を操る戦法を得意とし、「人形使い」の異名を持つ。
『鍵盤織機』（ピアノマシン）と呼ばれる装備を使用し、糸によってマリオネットのようにシスターを操り闘う。腕は糸を操ることに使用するため、近接戦闘では足技を多用する。

### 本作オリジナルのキャラクター
シオン・エルトナム・アトラシア（Sion Eltnam Atlasia）
声 - 夏樹リオ
主武装：エーテライト、バレルレプリカ
登場：MB / RA / AC / AA
身長：161cm / 体重：48kg / スリーサイズ：86/55/83 / 誕生日：6月1日 / 血液型：B型
本作の主人公兼正ヒロイン。エジプト出身。「六源」の一つエルトナム家の錬金術師。
徹底した合理主義者で、「計算によって導かれた結果こそ全てである」という考えの持ち主。エルトナムの家に代々伝わるエーテライト（ミクロン単位のモノフィラメント。元々は医療用の疑似神経。第五架空元素（エーテル）で出来ており、普段はシオンの腕輪に収納されている）を駆使して他人の脳をハッキングする霊子ハッカーでもある。
思考中枢を仮想的に複数個に分ける「分割思考」が可能で、その能力は一昔前のオフコン並み（なお、現在のWindows 2000やWindows XPのマルチタスク処理はこれより高度）。
エジプトの「アトラス院」という錬金術師協会の最年少の院長候補であったが、三年前のタタリ（ワラキアの夜）の討伐に参加し敗北、タタリに噛まれ半死徒化してしまった（完全に死徒化しなかったのは、親であるタタリの影響（出現と消滅を繰り返す性質）や他人に好意を持つことで生まれる吸血衝動がなく、血を吸わなかったから）。独自に決着をつけようとアトラスを離反したため、追われる身となっている。エンディングによっては死徒化しようとしている自分に打ち勝ち、志貴やアルクェイドと共にタタリを完全に世界から消滅させることに成功する。旧名はシオン・エルトナム・ソカリス。彼女がアトラシアと名乗っているのは、八年前に院生の長に任命されたため（アトラシアとは院生の長となった者に授けられる名前である）。
互いの仲が悪いことの多い『月姫』ヒロイン達とは対照的に、他のヒロイン達と比較的仲良く付き合うことのできる、珍しいタイプの人物でもある。
格闘ゲーム栄えするようにデザインされたグラフィック、紫をベースにしたカラーリング、三つ編みやミニスカートなど、『月姫』からのキャラクターと大きく異なる特徴がある。エーテライトを鞭のように振るう各種技のほか、拳銃・ブラックバレル・レプリカやプロレス技なども駆使する、対戦型格闘ゲームの主人公に相応しいオールラウンダー。
永続とも言えるほどの継続性のある実践的な連続技を唯一許されていたキャラクターだったが、『Ver.B』では削除され、その分各種技の性能の底上げがされた。
また、本作の開発を担当したフランスパンからリリースされている対戦格闘ゲーム『UNDER NIGHT IN-BIRTH』では「エルトナム」として登場している。『Fate/Grand Order』では旧名、死徒ではなく吸血種、性格は本作とは逆の設定で登場している。
ワラキアの夜（Warachia）
声 - 増谷康紀
主武装：死徒としての身体能力、タタリ
登場：MB / RA / AC / AA
身長：180cm / 体重：67kg / 誕生日：5月30日 / 血液型：A型
“タタリ”。「存在する」とされるが誰も見たことがない正体不在の吸血鬼。死徒二十七祖の第十三位。
その正体は、ある周期で条件を満たした場所に具現化する一つの「現象」。あらかじめ定めていた特定の場所における人々の恐れや噂を操り、「悪性情報」と呼ばれる閉じたコミュニティで流布される共有常識を局地的に増大・収束させて一つの明確な決まりごとにまで育て上げ、噂や不安・イメージの通りの姿・能力をカタチにし具現化させる「カタチを周囲の人間の心のカタチにする固有結界」。「ワラキアの夜」とは、この現象に対して、初めて発生した地方の名から付けられた俗称（タタリはワラキアの地にて吸血鬼と恐れられたヴラド三世を祟り、纏った。なお、ヴラドは『Fate/EXTRA』にてランサーとして登場している）であり、纏う噂によって毎回カタチや能力が異なるがゆえに“正体不在（アンノウン）”とも称される。この世には既に存在せず、「固有結界」であるため一晩しか持たないが、代わりにカタチになったタタリを退けたところでタタリを作り出すシステムは消えず、一定の条件さえ揃えば永遠に存在し続ける死徒。人間という情報元がいなければ存在できず、何かと舞台劇に例えた発言をすることが多い。
タタリそのものが噂を纏いカタチを得た場合、確かな自己こそ持っているが、基本的に周囲の人間のイメージに沿って行動する。ただし、カタチとなっている噂がどんなものであろうと「噂の元となった地域の人間を殺し尽くす」といった方向性にイメージを解釈し出現してしまう。稀に、タタリは相性のよい人間に取り付き強化し、その人間の考えている、もしくはその人間に対して周囲の人間が持つイメージを具現化させるという形で発現することもある。こちらの場合は人が直接的に殺されることはないが、G秋葉といった本来のタタリ以上の悪夢を生み出した。
現象になる前の名前はズェピア・エルトナム・オベローンで、シオンの先祖にあたる。元はシオンと同じく、アトラス院の魔術師であり院長を務めていた。初代アトラス院院長が証明してしまった「未来の滅び」という「答え」に彼もまたたどり着いてしまい、それを覆すための方法を模索するが、結局覆すことができずに狂ってしまった。その後自己の強化のために吸血鬼となり、「答え」を覆すために第六法に挑むが敗北、その霊子は世界中に霧散する。しかしそれ以前に保険として“タタリ”を生み出す式を完成させており、アルトルージュ・ブリュンスタッドとの契約で得た力により、その霊子は「現象」と化し、再び第六法に挑むため、真祖の肉体を“タタリ”で得ることを目標としていた。
無印ストーリーモードでは展開によっては「現象」であるタタリから死徒に戻され消滅を迎える。『Re・ACT』では消滅後の展開として、タタリとしての能力を失った部分がズェピアの殻を被って復活した。『Act Cadenza』ではズェピアのカタチをとった“タタリ”が登場している。
理性的な研究者としての側面と、発狂した知識人としての側面を併せ持っており、それを演じた増谷康紀の各種ボイス（「ナイト オン ザ ブラッドライアー」時のカット連呼や、それをさらに上回るラストアーク、勝利時のボイスなど）が特徴的。なお、奈須きのこは「増谷はワラキアの長い台詞をリテイクなしで演じ切った」と語っている。
格闘キャラクターとしてはズェピアの姿で現われる。ネロ・カオスと並び大型のキャラクターであり、長大な通常技のリーチが特徴。他のキャラクターを模したコピーを作り出して時間差で攻撃させるといった、意表を突く技も数多く備える。
メカヒスイ（Mech-Hisui）
声 - 松来未祐
主武装：マジカルウェポン各種
登場：MB / RA / AC / AA
翡翠に似せて作られた愉快型町内制圧兵器。
『月姫』本編にて失敗し、再起をかけていた琥珀の「ある目的」のために計画（というよりは妄想）していたものが、タタリによって具現化し実現した。偶然の産物であったにもかかわらず、『Re・Act』時点では量産が完了している。
指がマシンガンであったり、手首やスカートの下からミサイルが発射されたりと、『サイボーグ009』の004のノリ。加えて、目からレーザーが出たり、バックパックで空を飛んだりするなど、様々なロボット作品のパロディが余すところなく盛り込まれている。さらに『ファンタシースターオンライン（PSO）』で登場する武器なども使用しており（『Act Cadenza』ではメカヒスイの武器監修を、『PSO』開発元であるセガが行っている）、『PSO』の中に出てくるキャラクターにも似ている。動力は「マジカルハート」と「巻きゴム」とのことだが、本編中に充電シーンがあるため真偽のほどは不明。また、登場ポーズおよび勝利ポーズ時に、低確率で武内崇が登場することがある。
『Act Cadenza』では、創造主のドクターたる琥珀に対して最終的に反逆した。その後、『Actress Again』にて「？？？」（会話の内容と前作のストーリーから、『Act Cadenza』のメカヒスイとされる）と表記される誰かに仕えており、事件内で起こる各地のSOSの解決に奔走し、最後には最愛の人を想いながら過度の損傷ゆえに機能を停止するなど、ロボットの王道をシリーズごとに突き進んでいる。
漫画版第2部では、遠野家乗っ取り計画を発動させた琥珀によって大量に生産され、遠野家が破産する元凶となるが、激怒した秋葉のアッパーカット一発で全て破壊された。
動作は重いが、対空、制空力の強さが魅力で攻撃のリーチも長い。作中では珍しく飛び道具が充実したキャラクターであり、相手のミスを見逃さない戦いがポイントとなる。
有間都古（ありま みやこ / Miyako Arima）
声 - 倖月美和 / 金元寿子
主武装：八極拳
登場：MB / RA / AC / AA / TL
身長：131cm / 体重：35kg / スリーサイズ：60/46/62 / 誕生日：5月4日 / 血液型：O型
志貴が八年間暮らしていた有間家の長女で、小学6年生。いわばもう一人の志貴の「妹」である。『月姫』以後に設定が作られ、『歌月十夜』では名前のみ登場している。
兄である志貴が大好きだが、まともにコミュニケーションが取れず無言でタックルして去っていくなどの奇行を繰り返している。「なんちゃって八極拳」の使い手で、技名は平仮名表記ではあるもののタタリの影響で一時的にその技が本物となる。
無印ストーリーモードではあるルートで知らぬ間にタタリに憑かれてしまい、珍騒動の原因かつ最終ボスとして登場する。『Re・ACT』以降では志貴と普通に会話ができるようになっているが、ネコアルクに目を付けられることになる。七夜のことは「ワイルドなお兄ちゃん」と評している。その七夜とは後に意外な関係になることが『Character material』で暗示されている。
リーチは短いが、地上と空中共に技が優秀で、ジャンプの上昇・下降の速さや攻撃の繋がりやすさを含めた機動力も高いことから、作中屈指のインファイターである。
『TYPE LUMINA』ではタタリとは関係がなくなっているが、「才能が開花した状態」として登場する。また、ラストアークではパンダ師匠が登場し、共にラッシュ攻撃を行う。
猫アルク / ネコアルク（Neco-Arc）
声 - 柚木涼香、佐久間紅美、ひと美、倖月美和、夏樹リオ、水橋かおり / 長谷川育美、本渡楓、桑原由気、市ノ瀬加那、下地紫野
登場：RA / AC / AA / TL
『Re・ACT』で追加。『Re・ACT』ではアーケードモードのみのCPU専用キャラクター。『Act Cadenza』では出現確率20%の隠しキャラクターとして使用可能（8月5日より稼動したVer.Aで出現率100%に変更。アーケード版Ver.Bでは最初から使用可能）。『Actress Again』ではCPU専用キャラクターだが、2008年10月18日から隠しキャラクターとして使用可能となる。
主武装：研ぎ澄まされた爪、そしてビーム、あえてジェット
『月姫』のBAD END時に出てくるヒントコーナー「教えて！ 知得留先生」に登場する知得留先生の生徒。謎の吸血生物（きゅうけつなまもの）で、必殺技は野球と水泳（自称）。猫王国「グレートキャッツビレッジ」に住んでいるとのことだが、真偽は不明。アルクェイドとの関係は一切謎に包まれている。本キャラクターの現在の正式名称は「ネコアルク」である。『Act Cadenza』でもAC版の公式HPでは「猫アルク」として紹介されたが、PS2版の公式HPでは「ネコアルク」となっている。
小さいながらもネタの大元のアルクェイドと同じく爪による攻撃と独特の挙動、摩訶不思議な必殺技で戦う。体の小ささゆえに、全てのキャラクターの一部の技が当たらないため、対戦相手には慣れを要する。反面リーチが非常に短く、機動力は素早い部類に入るものの癖が強く、何より防御力が極端に低いことから上級者向けのキャラクターである。
PS2版『Act Cadenza』ではおまけボイスでコンバット越前に指示を求めたり、「せっかくだから〜」と彼の有名な台詞を使ったりしている（これは本作の移植をエコールソフトウェアが行なったことからのネタ）。
『Actress Again』では膨大な枚数によるドットアニメーションにより、対戦開始前デモにおける動作が滑らかになっている他、対戦相手とのコントで様々な小道具が登場した。PS2版『Actress Again』ではアーケード版とPS2版オリジナルの2種類のシナリオが用意され、PS2版シナリオでは『NECOARC-THE MOVIE-』ではなく、『空の境界』の劇場版が公開されたことを逆恨みして両儀式を襲撃する内容となっている。
なお、「ネコアルクは6人いるという都市伝説」という設定を反映して、声の担当が6人いる。容量の都合でアーケード版では柚木涼香のみが声を担当しており、これがデフォルト版になる。他にも佐久間紅美、ひと美、倖月美和、夏樹リオ、水橋かおりの5人がそれぞれネコアルクを演じており、これらのボイスはPS2版『Act Cadenza』のサバイバルモードでネコアルクを使い、22戦目のネコアルクを倒すたびにそれぞれ選択可能になる。なお、倖月と夏樹以外の声優のネコアルクの声は『Re・ACT』の時点で既に収録されていたが、容量の問題で没になった経緯がある。このとき、奈須きのこは「機会があれば他のネコアルクも登場させたい」と語っていた。
『TYPE LUMINA』ではリメイクによって変化した所に言及するなど、過去作同様にメタ的な発言が多い。また、本作では『月姫』におけるヒロインたち（シエル・秋葉・翡翠・琥珀）を模した個体が登場しし、それぞれ元のヒロインと同じ声優が声を当てている。シングルモードをクリアすることでカラーバリエーションとして選択できる。ネコシエルは黒鍵、ネココハクは箒を持っているなど、ドット絵にも差異がある。
『フェイト/タイガーころしあむアッパー』に友情出演している。
白レン（White Len）
声 - 水橋かおり
主武装：夢への干渉、魔術
登場：RA / AC / AA
身長：132cm / 体重：33kg / スリーサイズ：63/48/61 / 誕生日：9月9日 / 血液型：不明
『Re・ACT』で追加。『Re・ACT』『Act Cadenza（アーケード版無印Ver.、Ver.A、PS2版）』ではCPU専用キャラクター。『Act Cadenza（アーケード版Ver.B、Windows版）』ではプレイヤーキャラクターとして最初から使用可能。
蒼崎青子がレンの使われていなかった“能動的な人格”をタタリの残滓によって具現化したもの。
レンの写し鏡のような存在であり、基本色もレンとは対照的に白。タタリとしての力や知識も一部持っている。心象世界は「真夏の雪原」。青子は使い魔にしようとしていたのだが、彼女の制御を受け付けず、『Re・ACT』の事件を引き起こすことになった。『Actress Again』における青子ルートでの両者の会話によると、青子は彼女を具現化した際に失敗をやらかしたとのこと。
レンの「使っていない」部分が具現化した存在であるため、言葉も普通に喋る。性格もレンとは全く違い、慇懃無礼で饒舌。常に余裕ぶった態度を見せているが、同類とも思っていた暴走アルクェイドや七夜志貴の反逆に絶句したり、メカヒスイやネコアルクの登場は予測できていなかったことなど、詰めの甘い一面も持ち合わせており、特にネコアルクを苦手としている。
『Re・ACT』では、レンの能力とタタリの力を使って、ワラキアの夜、ネロ・カオス、七夜志貴、暴走アルクェイドなどを作り出し、レンにとって代わろうと企む。
『Act Cadenza』ではレンのアーケードモードにて、レンと最終的に和解し共存することになる。レンが守りたいモノは白レンにとっても大切なモノであり、ネコアルクから志貴を奪還しようと夜を出歩く都古をレンと共に心配したしなめる場面もある。PS2版では「ツンデレ属性を得た」などと言われ、その傾向は以降の作品では顕著に表現されている。また、以後はイロモノキャラ的な扱いを受けている。
2006年12月稼動のアーケード版の新バージョン（通称Ver.B）で、プレイヤーキャラクターとして使えることとなり、Ver.Bでは自分に相応しいマスターを見つけるべくアルクェイドに反抗し、その契約を破ることに成功、エンディングでは七夜志貴をマスターとして選び、彼と契約、七夜の使い魔となる（口では「仕方なく」と言っているが、この時や以降の作品での言動の節々から七夜に惚れているようである）。ただし『アーネンエルベの一日』では、逆に七夜を使い魔として扱っている。なお、『Actress Again』の七夜ルートでは紅摩との決着に赴く七夜に契約を打ち切られてしまうが、白レンルートでは「生きる理由もないし、このまま消えたい」という深手を負った七夜に「（七夜が）一番されたくないこと」として「マスターとして、自分が消えるまで生きる」よう再び契約している。
レンと似た技を持つが、ほぼ別物のキャラクター。『Act Cadenza Ver.B』以降はしゃがみ時に猫化することはないが、ダッシュの際に分身が発生してダッシュ方向を惑わすなどといった動作を持ち、より複雑さが増している。『Actress Again』にて新キャラクター同様に必殺技が見直され、レンよりも遠距離の攻撃に優れる性能となっている。
ネコアルク・カオス（Neco-Arc Chaos）
声 - 中田譲治
主武装：鍛え抜かれた爪、ひかるビーム、もしやジェット
登場：AC / AA
PS2版『Act Cadenza』で隠しキャラクターとして追加。『Actress Again』のアーケード版ではCPU専用キャラクター。
突然変異によって爆誕した、謎の生命体。
ネコアルクと似た姿を持つが、アルクェイドおよびネロ・カオスを含め、関係は全く不明である。なお、『フェイト/タイガーころしあむアッパー』のネコアルクのストーリーモード第七話ではネコアルクの表裏一体の存在とされており（ネコアルク談）、ネコアルクに救援を求められるが、熱海に温泉旅行に出かけていて来られないと断っている。
PS2版の後に出されたアーケード版のVer.B修正版（Ver.B2）でもプレイヤーキャラクターとして使用可能で、キャラクターセレクト画面でネロ・カオスにカーソルを合わせ、スタートボタンを押すと選択可能になる（Windows版Ver.Bではアーケードモードを1回クリア（キャラクターは自由）した後に、キャラクターセレクト画面でネロ・カオスにカーソルを合わせ、Dボタンを押すと選択可能）。また、Windows版Ver.Bでは新たなストーリーシナリオが書き起こされており、例外的に2つのストーリーモードを持つキャラクターとなっている。
初登場時は演出面ではネコアルク以上に奇抜ではあったものの、見た目同様ネコアルクとほぼ同一の性能であったが、Ver.B2ではPS2版から大幅な性能の変更が行われ、小さな体躯からその体積の数倍もある獣が飛び出すなど、ネロ・カオスを彷彿させるモーションおよび特性の技を使用するようになった。 『月姫』シリーズ2人目（2匹目？）の喫煙者であり、しゃがみ時の煙草部分には攻撃判定が存在し、相手が接触すると炎上して微弱なダメージを与える。
リーズバイフェ・ストリンドヴァリ（Riesbyfe Stridberg）
声 - 渡辺明乃
主武装：聖盾ガマリエル
登場：AA
『Actress Again』で追加。聖堂教会が擁する異端審問騎士団の一つ「ヴェステル弦楯騎士団」の団長。聖盾の騎士。
女性であるが、その凛々しさと中性的な外見ゆえに男女の区別が付けにくい。弦楽器の形状を模したパイルバンカー式の概念武装・正式外典ガマリエルを使う。
本編の3年前に発生した“タタリ”の際に、教会よりタタリの討伐に派遣されたが失敗、シオンを逃がすためにタタリに挑み、生死不明となった。実際はタタリを構成する情報の中に取り込まれ死亡したものの、正式外典が守りになったため、本来はタタリに飲み込まれて情報と化せば分解されて他の有象無象の情報と等価値のモノとして扱われるはずの彼女の情報体の分解は遅れており、“タタリ”としてではなく生前のリーズバイフェの情報が実体化する形で『Act Cadenza』まではタタリとしての力を使う吸血鬼シオンのラストアークの演出で登場する。
『Actress Again』ではオシリスの砂によってワラキアの夜のタタリの結末を変更する要因および防衛機構として、生前の能力を持った状態で再構成された。タタリの夜が明けることで消滅する存在であり、自身のルートでオシリスの砂と刺し違えて消滅するが、シオンルートではシオンが夜が明ける前にタタリを破壊し、さらにシオンの分割思考のうち二つを使用することで消滅を免れた。リーズいわく「常駐ソフト」。さつきルートでは路地裏同盟に加わり、バイトをして金を稼いでいる。
騎士道と信仰を重んじ、紳士的な態度で礼儀正しく、迷いがない姿から、シオンも含めて周囲から達観した真面目な人物と思われていたが、その実は極端にずぼらかつ面倒臭がり屋で、未来のことを何も考えていない姿が勘違いされていただけであり、感性もメカヒスイを一台欲しがったり、ネコアルクを「キモ可愛い」「とても幸福な生き物」、グレートキャッツビレッジを「楽園」と称すなど、かなり独特である（勝利メッセージには、極端にずぼらな性格が前面に出ているものがある）。しかも、健気な女の子が好きで、シオンとさつきが好みのタイプであるという。なお、『空の境界』の『忘却録音』で同じ苗字の人物が登場するが、関連は不明。
『Actress Again』のキャラクターで唯一全対戦にシナリオが用意されている。アーケード版では4面、8面、9面以外はランダムにシナリオが登場するが、PS2版ではR1ボタンを押しながら選択すると全シナリオをプレイする真ストーリーモードとなる。PC版『Current Code』では新しいストーリーが追加されており、最終戦ではイクリプススタイルで暴れまわる。
リーチが長く大振りな攻撃を当てて大きくダメージを奪うパワフルなキャラクター。スピードが遅く、間合いの主導権をその打撃のリーチの長さを持って奪ってゆくキャラクターである。

### 派生キャラクター
既存のプレイアブルキャラクターの別の姿、あるいは「if」の姿。多くはタタリによって具現化したものだが、それは関係のないキャラクターも存在する。
吸血鬼シオン（Sion TATARI）
声 - 夏樹リオ
主武装：死徒としての身体能力、タタリ
登場：MB / RA / AC / AA
タタリシオン、Vシオンとも称される。シオンが完全に死徒化してしまった自分を想像した姿の具現化、もしくは本物のシオンの吸血衝動が強くなってしまった状態。
『Actress Again』のストーリーモードでは死徒化がより進んでしまっており、言動がかなり過激になっている。また同作では、リーズバイフェがプレイヤーキャラクターとなったのに伴い、ラストアークが変更されている。
七夜志貴と同様に無印版では通常のシオンとほぼ同性能であったが、『Re・ACT』で差別化が図られている。吸血鬼としての親であるワラキアの能力を備えており、爪を具現化しての打撃や他のキャラクターを召喚しての遠隔攻撃の他、吸血による体力回復も可能。元のシオンに比べて、より接近戦に強い仕様となっている。服の色も茶色に変化している。
暴走アルクェイド（Red Arcueid）
声 - 柚木涼香 / 長谷川育美
主武装：空想具現化、吸血衝動
登場：MB / RA / AC / AA / TL
志貴の記憶にある出会いたくないものを、タタリ（ワラキアの夜 / ズェピア）がアルクェイドの形に成したもの（『Act Cadenza』では、タタリによってアルクェイドの吸血衝動が自我を得て乖離したもの）。アルクェイドが血に狂って理性を失った姿でもある。
紅赤朱秋葉（赤主秋葉）や吸血鬼シオンはタタリではなく本人として登場することがあるが、暴走状態はアルクェイド本人として登場することは一切ない。設定上その強さは真に暴走して全力を発揮したアルクェイドの約3割程度というもの（普段のアルクェイドは約3割。残りの力で真祖の吸血衝動を抑えている。暴走したアルクェイドの詳細は、『月姫』を参照）。ワラキアの夜いわく「自分では精々3割程度しか実力を引き出せない」とのこと。また『Act Cadenza』では自身のオリジナルたるアルクェイドとの会話で「自分が例え100人いて束になってかかっても、アルクェイドには勝てない」と発言しているが、真偽は不明。
なお、『Re・ACT』のアーケードモードに登場する彼女は、白レンの持つタタリの力によって具現化されたものである。本物のアルクェイドと区別するため、通称ワルクェイド、ワルクなどと呼ばれており、「悪クェイド」などと表記されることがある。
性能面において無印ではアルクェイドと同じ技を使用するが、『Re・ACT』以降は全て新しい技に変更されている。アルクェイドの接近戦の強さはそのままに機動力の向上、飛び道具が追加されたりと、より広い間合いでの攻めを目指す志向となっている。普通のキャラクターとは操作感が大きく異なり、防御力も低いことから扱うには慣れが必要となる。
月を落下させるアークドライブ「ブルート・ディ・シュヴェスタァ」（「血の姉妹」の意）は多くの作品で「プルート・ディ・シュヴェスタァ」と誤記されている。
『TYPE LUMINA』ではリメイク版の設定に合わせたものに変更された。本編中の「あるアクシデント」から復活した際の影響により、吸血衝動、あるいは求愛欲求が暴走した姿。感情が昂っており危険な言動が多いが、性格・性能自体は通常のアルクェイドとは変わってはいない。通常時よりも人間・自然への干渉力の「ワガママ度」が高い状態となっている。
アークドライブは地面を抉り衝撃波を放つ「エールデゼーレ・ゾイフツァー」へと変更されている。
アルクェイド（姫） / 真祖アルクェイド（Archetype：Earth）
声 - 柚木涼香
主武装：真祖としての身体能力
登場：AA
PS2版『Actress Again』で隠しキャラクターとして追加。
アルクェイドの深層意識である“朱い月”と呼ばれる側面の性格を前面に出しているアルクェイド。千年城の主として君臨していた時代の体であり、アルトルージュ・ブリュンスタッドに長髪を奪われる前の姿。ロアや式のエンディングにも登場している。
王族らしく尊大で高慢な口調で話すが、根はいつものアルクェイドと同じで、倒されたときの声は元の口調になっている。『Current Code』Ver1.07ではシエルから「アーパーなものはアーパーなまま」だと言われている。
Ver1.07以外では他のキャラクターと違ってスタイルセレクトはできず、イクリプススタイルのみを使用する。キャラクター選択画面ではドレス姿だが、戦闘時は通常のアルクェイドと同じ姿となる。EXエッジなどマジックサーキットを消費する技を発動するときのみドレス姿に変化する。アルクェイドと暴走アルクェイドの技を併せ持ち、また攻撃・防御・スピード・切り返しなど全ての面で最強の能力を有し、そしてラストアークは発動すれば志貴と七夜以外の相手を一撃で倒せるほどに絶大な威力を誇る。『Current Code』のCPU戦では特定の条件を満たすと乱入してくる。
『Current Code』Ver1.07では「真祖アルクェイド」として登場。常時ドレス姿で戦うようになり、使用する技がほぼ一新されている。ジャンプの挙動が独特なため、空中からのコンボが組みづらくなっている。
紅赤朱秋葉（くれないせきしゅ あきは） / 赤主秋葉（せきしゅ あきは / Akiha Vermilion）
声 - 北都南（無印）→ひと美（『Re・ACT』以降）
主武装：赫訳の爪、檻髪
登場：MB / RA / AC / AA
秋葉が抱える不安が具現化した存在（詳細は『月姫』を参照）、もしくは秋葉が軽く本気を出した状態（『Re・ACT』以降のプレイヤーキャラクターとして選んだ際の設定）。
無印および『Re・ACT』では「紅赤朱」、『Act Cadenza』以降は「赤主」となっている。「紅赤朱」に限り、攻撃時に自分の体力を回復する技を持ち、相手キャラクターに近づくだけで体力を削り取る特殊能力もあった。
元の秋葉と同じく設置技による空間制御に加え、秋葉と対照的に2回の空中ダッシュを初めとした機動力偏重の仕様は猛威を振るったが、『Re・Act』以降弱体化し、体力は全キャラクターでも一、二を争うほど低くなっている。『Actress Again』ではアークドライブが異なる。
G秋葉（G-Akiha）
声 - 北都南（無印）→ひと美（『Re・ACT』以降）
登場：MB / RA / AA
CPU専用キャラクター。無印『Re・ACT』のストーリーモードの特定ルートのボスキャラクターとして登場。また、『Re・ACT』ではGiant Attackモードでも登場。PS2版『Actress Again』ではボスラッシュモードで登場。
ジャイアント秋葉。タタリの影響下で可能性を強化された琥珀の作った怪薬「まききゅーX」が投薬された結果、巨大化してしまった秋葉。
キャラクター造形・性能は『X-MEN VS. STREET FIGHTER』や『MARVEL SUPER HEROES VS. STREET FIGHTER』のボスキャラクターであるアポカリプスを強く意識したものになっている。これは開発当初は通常の秋葉のドットを倍寸にしたものであったのが、渡辺製作所側の「どうせならアポカリプスにしましょう」という意見にTYPE-MOON側が賛成した（ライターである奈須きのこがアポカリプスが好きであった）ことによる。
PS2版『Actress Again』のボスラッシュモードでは上記の改良型である「まききゅーXAA」を密かに朝食に仕込まれたという設定で、琥珀によればただのGではなく「G秋葉N」（Nはナイトメア〈Nightmare〉の意味）とされている（ただし、ゲーム中の名称は「G AKIHA」のまま）。過去の登場作品よりも動作パターンおよび攻撃手段が増えており、レーザー光線技や掴み技などが新たに追加された。
ネコ&メカヒスイ（Neco & Mech）
声 - 柚木涼香 & 松来未祐
主武装：ネコ忍法＆アンバージャンク
登場：AA
『Actress Again』で追加。アーケード版ではCPU専用キャラクター。PS2版でプレイヤーキャラクター化。
ネコアルクとメカヒスイのタッグ版。
様々な事情の果てに捕獲したメカヒスイを家来としてこき使うネコアルクと、ネコアルクを下等生物（マスター）や下種（マスター）、ダメ生物（マスター）と呼んで誠心誠意仕えながら意図的に痛めつけるメカヒスイのタッグであり、戦闘時にはメカヒスイの攻撃はネコアルクにも当たる（ただし、本体はメカヒスイであるためダメージはなく、逆に吹き飛ばされたネコアルクには攻撃判定がある）。
2体の連携はちぐはぐのように見えて、その実厄介。通常通り動き回るメカヒスイに加えて、ネコアルクが様々な支援を要請したり、奇襲技を用いたり、さらにはメカヒスイに吹き飛ばされて飛び道具となったネコアルクが縦横無尽に動き回るなど、極めて奇抜な動作が多い。
琥珀&メカヒスイ（Koha & Mech）
声 - 高野直子 & 松来未祐
主武装：マジカルウエポン各種
登場：AA
『Actress Again』で追加。アーケード版ではCPU専用キャラクター。PS2版でプレイヤーキャラクター化。
琥珀とメカヒスイのタッグ版。
翡翠が危険な目に遭うことを憂う琥珀が、メカヒスイを新たなパートナーとしたことにより結成されたコンビ。苦言を呈する者がいなくなったことで、琥珀の暴走しがちな性格に拍車がかかっている。
交代システムはなく、メカヒスイはサブ扱いで琥珀を援護する。
遠野秋葉（制服 / Akiha Tohno〈School uniform ver.〉）
声 - ひと美 / 下地紫野
主武装：檻髪、混血としての身体能力
登場：AA / TL
PS2版『Actress Again』で隠しキャラクターとして追加。上記の遠野秋葉と全くの同一人物だが、こちらの秋葉は自らの通う浅上女学院の制服を着用しており、別キャラクターとして差別化されている。当主としての重責からくるしがらみから解放されていることもあって、いつも以上に少女らしい一面を見せている。
スタイルの違いによるキャラクター性能の違いが他のキャラクターよりも強調されており、クレセントムーンスタイルでは通常技が蹴り技のみで一撃が重いパワータイプに対し、フルムーンスタイルでは通常技がパンチ技のみで手数の多さで戦うラッシュタイプと、スタイルとキャラクターの性能があべこべになっている。
『TYPE LUMINA』では通常の秋葉が登場せず、こちらの秋葉が「遠野秋葉」表記で登場している。
完全武装シエル（Powerd Ciel）
声 - 佐久間紅美 / 本渡楓
登場：RA / AA / TL
『Re・ACT』にてCPU限定キャラクターとして登場。「第七聖典装備シエル」表記。『Current Code』Ver1.05ではプレイヤーキャラクターとして追加。ここから「完全武装シエル」表記となった。
シエルのもう一つの姿。パイルバンカー型の兵器である転生批判の聖典「第七聖典」を主武装としており、埋葬機関の吸血鬼狩人としての本領を発揮して戦う。普段とは打って変わって冷徹な性格になっており、特に吸血鬼や異形に対しては情け容赦のない非情な戦いぶりを見せる。
オリジナルのシエルの弱点であった決め手の弱さが解消されており、地上での移動速度も強化されている。一方で空中で出せる技が少なくなっており、地上戦を主体とする性能になっている。
『TYPE LUMINA』ではリメイク版の設定変更により、「第七聖典」が銃・大剣・杭打ち機といった複数の武装に変形するようになり、多彩な攻撃が繰り出せるようになった。
死徒ノエル（Dead Apostle Noel）
声 - 茅野愛衣
登場：TL
『TYPE LUMINA』から登場。
ノエルが死徒となった姿。死徒としての能力に加え、「薔薇の魔眼」を所有している。

### 『月姫』シリーズ外からのゲストキャラクター
両儀式（りょうぎ しき / Shiki Ryougi）
声 - 坂本真綾
主武装：ナイフ、直死の魔眼
登場：AA
PS2版『Actress Again』で追加。アーケードモードでは特定の条件を満たすことにより、ステージ7クリア後に乱入してくる（使用スタイルは、条件によりクレセントムーンスタイルとイクリプススタイルのどちらかとなる）。
『空の境界』からのゲストキャラクター。『アーネンエルベの一日』を除くと『月姫』とは関係のない人物だが（厳密には『月姫』で少しだけ苗字が出てくる）、『月姫』の主人公である遠野志貴と同じ発音の名前、ナイフ装備、そして異能力「直死の魔眼」を持つ。なお、ネロ・カオスとの会話から、時系列的には『空の境界』の第五章以降に事件に巻き込まれたことが明かされている。
Ver1.07以外ではオシリスの砂が登場するシナリオで唯一オシリスの砂が最終ボスになっていないなど、他のキャラクターとは一線を画すストーリーとなっている。そのオシリスの砂を「はずれ」であると切り捨てて道を塞ぐ障害物と同列にみなしており、白レンから「とんでもない女」と評されている（オシリスの砂への態度を反映するように、会話イベントや専用の勝利メッセージも存在しない）。最終面で遠野志貴と対峙した時は内に秘める殺人衝動が前面に出ていた。エンディングでアルクェイド（姫）の消滅を望む「何者か」によって彼女への刺客として差し向けられたことが判明し、原作での口癖である「生きているのなら、神様だって殺してみせる」の台詞を発している。
ナイフが武器であるためリーチは短いが、それでも志貴や七夜より長いリーチを持ち、一撃が重いパワーファイタータイプとなっている。コンボが繋げ難いため上級者向けのキャラクターと言える。専用ステージで劇場版のバトルシーンで使われたBGMが流れるなど、原作や劇場版のイメージが色濃く反映されており、ラストアークでは原作の講談社ノベルス版下巻の表紙絵そのままのグラフィックが使用されている。威力も高く、全体力の7割を奪えることからほぼ一撃必殺となる。アークドライブやアナザーアークドライブは志貴や七夜のように発動時スローモーションになるが、性能面では全く異なる。アナザーアークドライブに至っては七章のとある人物との戦いのときの式の動きを再現している。
セイバー（Saber）
声 - 川澄綾子
登場：TL
『TYPE LUMINA』から登場。『Fate/stay night』からのゲストキャラクター。
サーヴァントと呼ばれる、歴史や伝説に名を残す英雄を召喚した存在。「セイバー」のクラスに区分される英霊で、真名はアルトリア・ペンドラゴン（アーサー王）。『月姫』の世界観では「英霊召喚」という仕組みがなく、本来ならば登場できないキャラクター。
剣を扱ったリーチの長いキャラクターでありながら、間合いを詰めるスピードにも優れている中距離キャラクター。
マシュ・キリエライト（Mash Kyrielight）
声 - 高橋李依
登場：TL
『TYPE LUMINA』から登場。『Fate/Grand Order』からのゲストキャラクター。
人理継続保障機関フィニス・カルデア所属。人間と英雄が融合したデミ・サーヴァントと呼ばれる存在であり、サーヴァントとしてのクラスはシールダー。
強大な盾を扱うインファイター。盾で突進する技が多く、急接近して攻め込むような戦法を得意とする。
牛若丸（Ushiwakamaru）
声 - 早見沙織
登場：TL
『TYPE LUMINA』から登場。『Fate/Grand Order』からのゲストキャラクター。
ライダーのクラスのサーヴァントで、真名は牛若丸（源義経の幼少期）。ネコアルクがマシュの盾を使って召喚したサーヴァントの一騎。本作では簡中版FGOのセイントグラフをベースにした姿で登場している。。
巌窟王（The Count of Monte Cristo）
声 - 島﨑信長
登場：TL
『TYPE LUMINA』から登場。『Fate/Grand Order』からのゲストキャラクター。
アヴェンジャーのクラスのサーヴァントで、真名はエドモン・ダンテス（モンテ・クリスト伯）。ネコアルクがマシュの盾を使って召喚したサーヴァントの一騎。
サーヴァントとしては、怨念がこもる毒炎や、スキルによる超高速格闘戦を得意とする。本作にて巌窟王の炎は聖堂教会にまつわるものであると判明する。別世界ではあるがロアと因縁を持つ。

### CPU専用キャラクター
ダミアン・アーミー（Damien Armies）
声 - 中田譲治
登場：AC
Windows版『Act Cadenza Ver.B』のネコアルク・カオスのアーケードモード（新シナリオ）のSTAGE5で登場。
ネコアルク・カオスの必殺技「ダミアン・アーミー」で出現するとされている面々「エリートネコ部隊ダミアンフォース」のネコ達であり、「ネコアルク・ブラック」、「ネコアルク・ノワール」、「ネコアルク・シュバルツ」、「ネコアルク・ネロ」の4体で構成されている。“あのお方”の予言を受けて、各々自らが頂点に君臨するべく、オリジナルたるネコアルク・カオスに戦いを挑んでくる。なお、彼らの名前はそれぞれ全て「黒」を意味する単語（順に英語、フランス語、ドイツ語、イタリア語）であり、すなわち全員黒である。
4体それぞれが順番に登場するため、4体全てを倒さないと1ラウンドを取ることができない（代わりに防御力はオリジナルよりかなり低く設定されている）。倒されたダミアンは、そのラウンド中は翡翠の設置技のイスのように障害物として残る。
ネコカオス・ブラックG666（Neco Chaos Black G666）
声 - 中田譲治
登場：AC
Windows版『Act Cadenza Ver.B』のネコアルク・カオスのアーケードモード（新シナリオ）のSTAGE10で登場。また、ある条件を満たすことで出現する「Giant Attack G666」でも登場。
“ドクター・アンバー”こと琥珀が作り出した、「無敵の対バケネコ殲滅兵器」。ネコアルク・カオスの完全なるコピーとされているが、技は全く似ていない。
ドリルパンチや目から放たれるレーザーなど、同じく巨大なボスキャラクターであるG秋葉と似ている技もあるが、G秋葉と違いニュートラル状態はスーパーアーマーではなく、また耐久力もさほど高くない。ただし、投げ技や一部のアークドライブが通用しないのは同じ。
オシリスの砂（Dust of Osiris）
声 - 夏樹リオ
登場：AA
『Actress Again』において、一部キャラクターを除いた共通のボス。
冥界の鳥。ワラキアの夜の後継として死徒二十七祖の第十三位を拝命し、三咲町に再び“タタリ”を張った元凶。かつてワラキアが作り出した「幻影の夏」の「再演」を行い、結末のみを書き換えた「空想の結末」の世界を完成させることで、現実を空想に封じ込める大禁呪を発動させようとしている。人間の血液を用いて、錬金術の秘奥である賢者の石の大量生産を可能とする。
その目的は霊長（人間）の保存。世界と人間の終末の回避を不可能と結論付け、滅びた後の世界へ人間の記録を残すための「霊子演算機（ヘルメス）」を作り上げた。しかし、ヘルメスを使用するには全人類の血液を賢者の石に変換しなければならないため、全人類が賢者の石と化した「空想の結末」を演算し作り上げようとしている。
正体は4年前のタタリの際にワラキアの夜に吸血された、「人間としてのシオンの血液」がタタリが滅びた後にタタリを制圧、日本を訪れずにアトラスで過ごしたシオンの完成形として新生した存在。外見は、先祖であるワラキアの夜のように薄目になった大人のシオン。戦闘時には、自衛モードへ移行したヘルメスに乗って戦う。名称の「オシリス」は、エジプト神話において生産と死後を司る冥界の神である。
「G秋葉」や「ネコカオス・ブラックG666」に続く巨大ボスであり、アーケード版では固有の最終ボスが設定されている一部のキャラクターを除き、共通の最終ボスとして登場する。なお、例外となる一部キャラクターの場合では、「物語の裏で既に他キャラクターに倒されていた」という結末を迎えていることがある。
攻撃範囲の広い攻撃を使って画面狭しと攻撃してくるが、常時仰け反らず、コンボの判定もない（ダメージ減少計算がない）ため、手数で攻めるのが有効な戦い方となる。アーケード版ではマジックサーキットが溜まるとEXエッジを使用するが、PS2版では高威力かつ通常ガード不能（ただし、避けは可能）で画面全体が攻撃範囲となるアークドライブを使うため難易度が高くなっている（しかも、アークドライブを使ってもマジックサーキットがゼロにならない）。なお、無印版『Actress Again』のアーケードモードではオシリス戦のみ1本取れば勝ちとなる。
学生服の彼
声 - 金本涼輔
登場：TL
『TYPE LUMINA』のボスラッシュモード2に登場。異世界転生したノエルをサポートするが、最終的には戦うこととなる。
グラフィックやモーションは遠野志貴だが（戦闘時の表示名も同様）、ボイスは旧シリーズにおける七夜志貴と同じ台詞が使用されている。

### サブキャラクター
瀬尾 あきら（せお あきら）
声 - 水橋かおり
PS2版『Actress Again』の会話シーンのみに登場。
秋葉の学校の後輩であり、親しい間柄である。志貴とも面識がある。原作では「晶」表記だが、本作では「あきら」と表記されている。
月姫蒼香（つきひめ そうか）、三澤羽居（みさわ はねい）
PS2版『Actress Again』の会話シーンのみに登場。
秋葉の学校の寮のルームメートであり友人。イラストのみの登場で、台詞はない。
オシリス改（オシリスかい）
声 - 夏樹リオ
ドラマCD『路地裏ピラミッドナイト』に登場。
シオンがオシリスの砂を基に作り上げた建築ヒューマノイド。その姿形はオシリスの砂を小型化したようなもの。シオンに路地裏同盟の住居の建造を命じられる。しかし、10年来のペンフレンドである琥珀（こはっきー）の開発した端末（自分探し機能が300倍）によってシオンの命令を受け付けないようになり、路地裏に巨大なピラミッドを作り上げて世界全土に拡張しようとした。
遠野四季（とおの しき）
漫画版に登場。
本編に登場するロアとは同一人物に当たるのだが、ロアとは別に志貴の回想で登場している。
有間啓子（ありま けいこ）
漫画版に登場。都古の母親で、一時期志貴の養母でもあった。
時南朱鷺恵（じなん ときえ）
漫画版に都古の回想で学生時代の姿で登場する。志貴の健康の面倒を見ている女性。
時南宗玄（じなん そうげん）
漫画版に都古の回想で登場。朱鷺恵の父で、都古に八極拳を教えた医者。
パンダ師匠（パンダししょう）
声 - 金本涼輔
漫画版、『TYPE LUMINA』に登場。後の都古の師匠となる謎のパンダの着ぐるみで、背中に「七ツ夜」と記載されている。設定や言動から七夜志貴が正体であることが示唆されている。
漫画版ではレンの夢の中で、『MELTY BLOOD』における都古と共に登場。本作では言動も七夜そのものとなっている。
『TYPE LUMINA』では都古のラストアーク「絶技雷極・安崩拳」にて登場し、都古と共にラッシュ攻撃を行う。
キルシュタイン
漫画版『X』に登場。
「空櫃」（作品によっては「空柩」とも）の異名を持つ死徒で、通称「カリー・ド・マルシェ」。シエルのカレー狂いに最も強く影響を与えた人物。
シアリム・エルトナム・レイアトラシア
漫画版『路地裏ナイトメア』に登場。
アトラス院のシミュレーションの責任者。
ラニ＝VIII（ラニ＝エイト）
漫画版『路地裏ナイトメア』に登場。『Fate/EXTRA』の登場人物。
シアリムによって創造されたホムンクルス。
オルガマリー・アニムスフィア、レフ・ライノール
漫画版『路地裏ナイトメア』に登場。『Fate/Grand Order』の登場人物。
「人理継続保障機関・カルデア」の職員たち。
カルデアの少年
声 - 島﨑信長
『TYPE LUMINA』の会話シーンのみに登場。『Fate/Grand Order』の登場人物。
マシュのマスターであり、マシュからは先輩と呼ばれ慕われている。本作ではカルデアに帰還したマシュの思い出話を聞いているシーンで登場。
レオナルド・ダ・ヴィンチ、エミヤ、フォウ、ジングル・アベル・ムニエル
『TYPE LUMINA』の会話シーンのみに登場。『Fate/Grand Order』の登場人物たち。
カルデアに所属する仲間たち。イラストのみの登場で、台詞はない。

## 漫画
角川書店『月刊コンプエース』VOL.1より連載。漫画は桐嶋たける。1 - 6巻がワラキア編、7 - 9巻が遠野家編となる。コミックはカバーを取り去ると、ネコアルクが登場人物たちを焚きつけ、無責任な恋愛アドバイスを行い、さらに暴走させる展開の漫画が表紙・裏表紙に渡って描かれている。偉人の名言で締められるのがパターン。
- 桐嶋たける（漫画）・TYPE-MOON（原作）・フランスパン（原作） 『MELTY BLOOD』 KADOKAWA〈角川コミックス・エース〉、全9巻
  1. 2006年4月5日発売[28]、ISBN 978-4-04-713818-6
  2. 2006年12月21日発売[29]、ISBN 978-4-04-713891-9
  3. 2007年9月21日発売[30]、ISBN 978-4-04-713964-0
  4. 2008年4月24日発売[31]、ISBN 978-4-04-715016-4
  5. 2008年8月22日発売[32]、ISBN 978-4-04-715096-6
  6. 2009年1月22日発売[33]、ISBN 978-4-04-715166-6
  7. 2009年8月22日発売[34]、ISBN 978-4-04-715278-6
  8. 2010年1月22日発売[35]、ISBN 978-4-04-715382-0
  9. 2010年8月21日発売[36]、ISBN 978-4-04-715503-9

### MELTY BLOOD X
漫画版の続編として『月刊コンプエース』2010年12月号より連載。漫画は前作と同じく桐嶋たける。原作は『TYPE-MOONエース』Vol.3付録ドラマCD「路地裏ピラミッドナイト」。カバー裏も前作と同様、ネコアルクのショート漫画が掲載されている。
- 桐嶋たける（漫画）・TYPE-MOON（原作）・フランスパン（原作） 『MELTY BLOOD X』 KADOKAWA〈角川コミックス・エース〉、全2巻
  1. 2011年5月21日発売[38]、ISBN 978-4-04-715702-6
  2. 2011年11月19日発売[39]、ISBN 978-4-04-120006-3

### MELTY BLOOD 路地裏ナイトメア
『月刊コンプエース』2016年2月号から12月号まで連載。桐嶋たける漫画、奈須きのこ監修、ACPI脚本協力。付録ドラマCD「Ladies in the water」を原案としているが、原作にはなかった登場人物も登場する。
- 桐嶋たける（漫画）・TYPE-MOON（原作）・フランスパン（原作）・奈須きのこ（監修）・ACPI（脚本協力） 『MELTY BLOOD 路地裏ナイトメア』 KADOKAWA〈角川コミックス・エース〉、全2巻
  1. 2016年7月26日発売[40]、ISBN 978-4-04-104534-3
  2. 2016年12月26日発売[41]、ISBN 978-4-04-105124-5

### MELTY BLOOD: TYPE LUMINA Piece in Paradise
『教えてメルブラ道場！ 〜都古とはじめての格ゲー〜』のタイトルでKADOKAWAのWebコミックサイト『TYPE-MOONコミックエース』にて2022年12月8日から12月29日にかけて全4話で短期集中連載され、2023年4月1日より『MELTY BLOOD: TYPE LUMINA Piece in Paradise』へと改題し連載再開された。漫画はめたろぐ。『月姫 -A piece of blue glass moon-』や『MELTY BLOOD: TYPE LUMINA』のキャラクター達が『MELTY BLOOD: TYPE LUMINA』をプレイする様子が描かれる。
- めたろぐ（漫画）・TYPE-MOON（原作）・フランスパン（原作） 『MELTY BLOOD: TYPE LUMINA Piece in Paradise』 KADOKAWA〈角川コミックス・エース〉、既刊2巻（2024年10月10日現在）
  1. 2024年1月10日発売[45][46]、ISBN 978-4-04-114517-3
  2. 2024年10月10日発売[47]、ISBN 978-4-04-115222-5

## 関連商品

### カードゲーム
Lycee
シルバーブリッツのトレーディングカードゲーム、Lyceeに参戦している。収録エキスパンションは、TYPE-MOON1.0など。
ヴァイスシュヴァルツ
ブシロードのトレーディングカードゲーム、ヴァイスシュヴァルツに参戦している。

### 関連書籍
- MELTY BLOOD公式攻略ガイドブック ISBN 978-4-7580-1012-2（2003年3月発売）
- MELTY BLOOD-Re・ACT- 公式攻略ガイドブック ISBN 978-4-7580-1021-4（2004年7月24日発売）
- MELTY BLOOD Act Cadenza 公式攻略ガイドブック ISBN 978-4-7580-1036-8（2005年7月27日発売）
- MELTY BLOOD Act Cadenza スターターガイドブック ISBN 978-4-7580-1065-8（2006年8月10日発売）
- MELTY BLOOD Act Cadenza 究極攻略バイブル ISBN 978-4-7580-1067-2（2006年12月16日発売）
- MELTY BLOOD Actress Again 攻略ガイドブック ISBN 978-4-7580-1131-0（2009年2月25日発売）
- MELTY BLOOD Actress Again 公式コンプリートガイド ISBN 978-4-7973-5591-8（2009年9月1日発売）